# Albert Pike
Pour les articles homonymes, voir Pike.
Albert Pike est un avocat, un général confédéré et un écrivain américain né le 29 décembre 1809 à Boston et mort le 2 avril 1891 à Washington DC.
Il fut un tribun du parti Whig avant de rejoindre le mouvement Know Nothing dans les années 1850. Il dirigea également pendant trente-deux ans l'une des plus importantes composantes de la franc-maçonnerie des États-Unis : le Suprême Conseil de la Juridiction Sud du Rite écossais ancien et accepté.

## Biographie

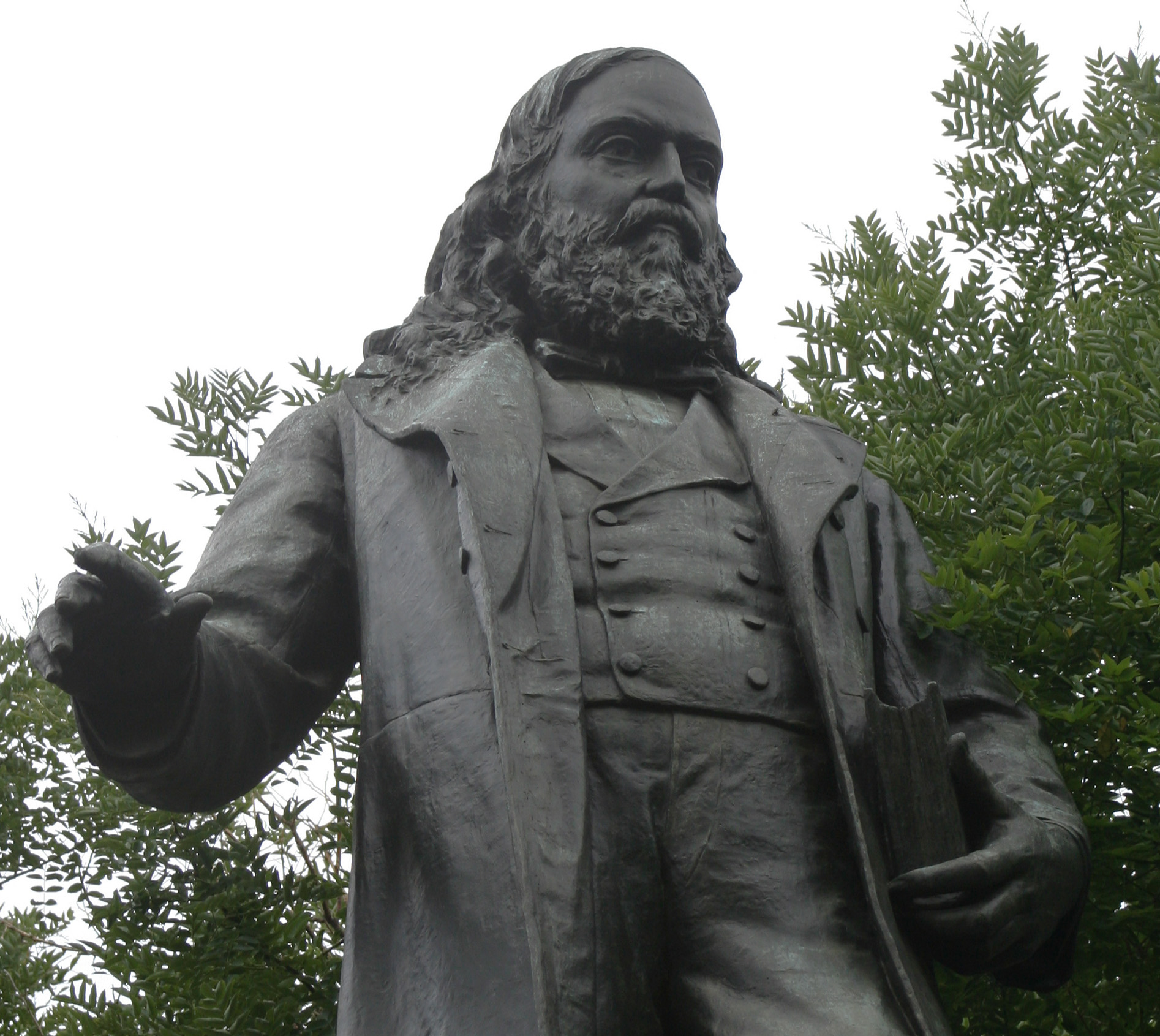
Statue à Judiciary Square, Washington, D.C.. Elle est abattue dans la nuit du 19 au 20 juin 2020 par des manifestants.

Pike est né à Boston, Massachusetts. Il était le fils de Ben et Sarah (Andrews) Pike. Il passa son enfance à Byfiel et à Newburyport, dans le Massachusetts. Parmi ses ancêtres de l'époque coloniale, se trouve John Pike, le fondateur de la ville de Woodbridge, dans le New Jersey. Il étudia à Newburyport et à Framingham jusqu'à l'âge de quinze ans. En août 1825, il réussit les examens d'entrée à l'université Harvard, à laquelle il renonça lorsque le paiement des frais pour les deux premières années lui fut réclamé. Il poursuivit ses études en autodidacte, devenant plus tard instituteur à Gloucester, à Bedford, à Fairhaven et à Newburyport.
En 1831, il quitta le Massachusetts et partit vers l'ouest, s'arrêtant d'abord à Saint Louis, puis à Independence. Là il se joignit à une expédition vers Taos, au Nouveau-Mexique, vivant de chasse et de commerce. Pendant cette expédition, son cheval s'échappa, le forçant à couvrir à pied les quelque 750 km qui le séparaient de Taos. Il se joignit ensuite à une expédition de trappeurs vers Llano Estacado au Nouveau-Mexique et vers le Texas. Il arriva finalement à  Fort Smith (Arkansas).
S'étant ainsi établi dans l'Arkansas en 1833, il y enseigna à l'école et écrivit une série d'articles pour le journal Arkansas Advocate de Little Rock (Arkansas), sous le pseudonyme de « Casca ». Ses articles connurent suffisamment de succès pour lui permettre de devenir membre du personnel du journal. Plus tard, grâce à la dot de son mariage avec Mary Ann Hamilton, il en devint l'un des actionnaires. En 1835, il en devint le propriétaire. Sous sa direction, dans un Arkansas divisé et instable politiquement, l'advocate promut les conceptions du parti Whig.
Il commença alors à étudier le droit et fut admis au barreau en 1837, année où il vendit l'Advocate. Il publia différents ouvrages de droit et de poésie. Ses poèmes, aujourd'hui oubliés, connurent une certaine notoriété. Plusieurs volumes en furent publiés après sa mort par l'une de ses filles.
Quand la guerre américano-mexicaine éclata, en 1846, Pike rejoignit la cavalerie dans les rangs des Volontaires. Il participa à la bataille de Buena Vista. Après cette guerre, il reprit son activité d'avocat à La Nouvelle-Orléans. Fermement opposé à la sécession, il avait déclaré en 1854 que le Sud devait rester dans l'Union et rechercher l'égalité avec le Nord ; et que si le Sud était contraint à un statut inférieur, il serait préférable d'être en dehors de l'Union. Il retourna en Arkansas en 1857.
En 1859, l'université lui proposa de devenir docteur honoris causa d'Harvard, il déclina l'offre.
Lorsque la guerre de Sécession éclata, en 1861, il rejoignit le camp des États confédérés d'Amérique. Il fut nommé général (brigadier general) le 22 novembre 1861 et reçut un commandement en Territoire indien, dépendant du bureau des affaires indiennes des États confédérés. Il y entraîna trois régiments confédérés de la cavalerie indienne avec lesquels il participa à la bataille de Pea Ridge en mars 1862. Après cette défaite des armées du Sud et la fuite dans les collines de l'Arkansas, il démissionna de l'armée confédérée. Arrêté le 3 novembre et détenu brièvement à Warren (Texas), il fut ensuite relâché et autorisé à rentrer en Arkansas.
Il vécut ensuite de différentes occupations. Il fut notamment l'éditeur du journal Memphis Daily Appeal de février 1867 à septembre 1868. Puis il s'installa à Washington en tant qu'avocat, plaidant de nombreux dossiers devant la Cour suprême des États-Unis. À la suite de ses difficultés financières, le Suprême Conseil de la Juridiction Sud du Rite écossais ancien et accepté lui accorda en 1879 une pension de 1 200 $ par an jusqu'à la fin de sa vie.
Père de onze enfants, il mourut à Washington le 2 avril 1891 à l'âge de 81 ans, et fut enterré au cimetière d'Oak Hill, bien qu'il ait laissé des instructions demandant à être incinéré. En 1944, ses restes furent transférés dans le temple maçonnique House of the Temple, quartier général du Suprême Conseil de la Juridiction Sud du Rite écossais ancien et accepté.

## Influence sur la franc-maçonnerie nord-américaine

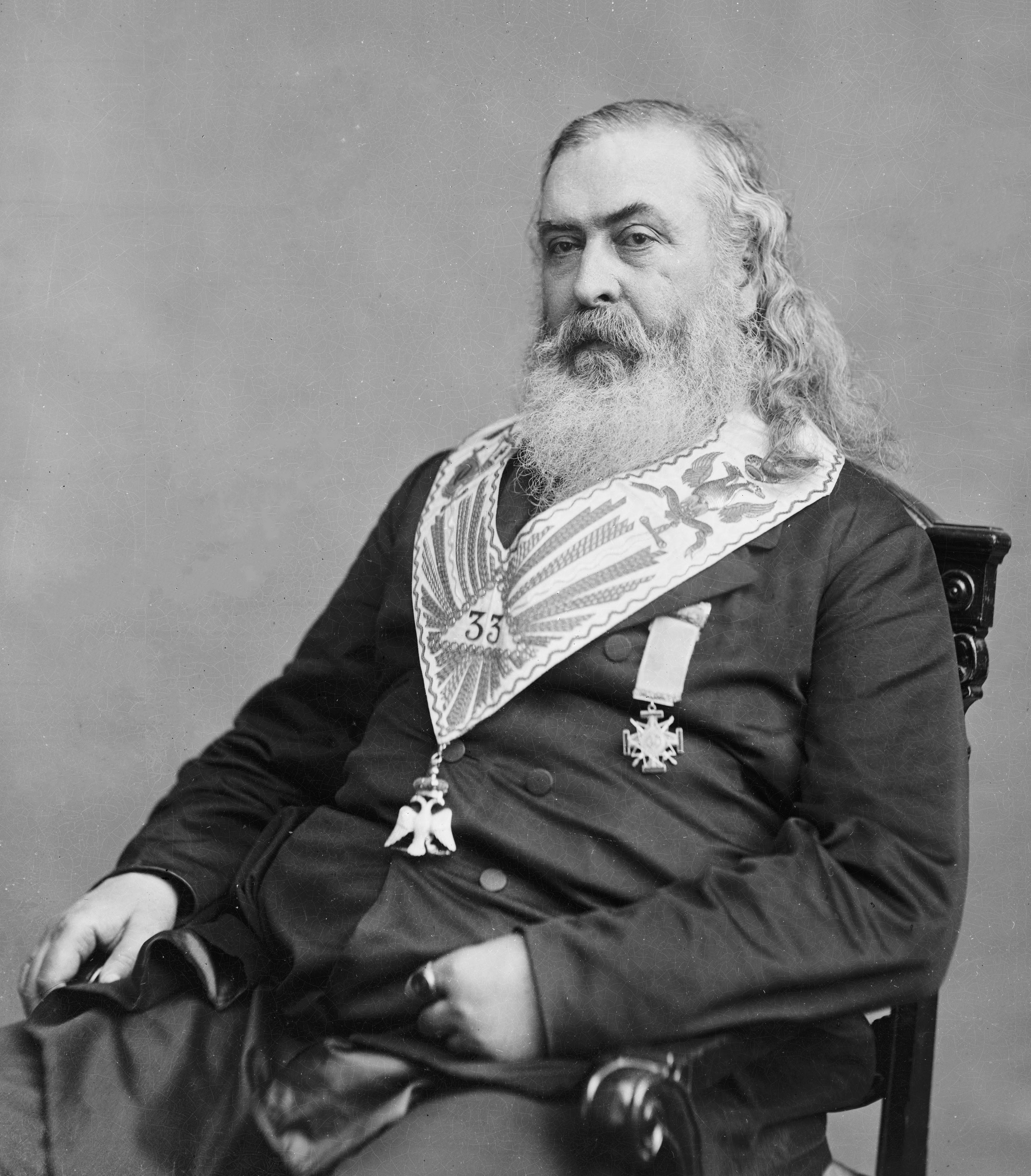
Pike, revêtu des décors maçonniques de Grand Commandeur du Rite écossais ancien et accepté.

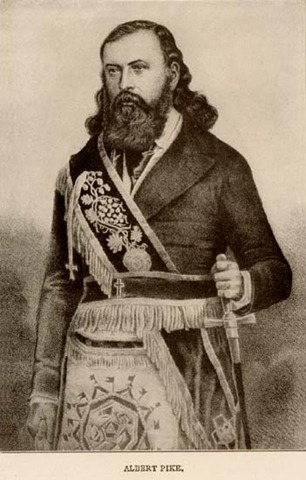
Albert Pike pourvu des décors du 32e du REAA, vers 1870.

Albert Pike, après avoir été admis dans la fraternité the Independent Order of Odd Fellows en 1840, fut initié à la franc-maçonnerie en 1850, dans la loge Western Star no 2 de Little Rock. Il reçut d'abord les 10 degrés du Rite d'York entre 1850 et 1853, avant de recevoir d'Albert Mackey les 29 premiers degrés du Rite écossais ancien et accepté en mars 1853 à Charleston (Caroline du Sud).
Il devint alors extrêmement actif au Suprême Conseil de la Juridiction Sud du Rite écossais ancien et accepté, participant à la demande de Mackey à la profonde réécriture des rituels, de 1855 à 1861. Il fut élu Grand Commandeur de cette juridiction en 1859 et le resta pendant trente-deux années, jusqu'à la fin de sa vie.
Son ouvrage ésotérique et initiatique le plus célèbre est « Morales et Dogme » (Morals and Dogma), publié en 1871, qui a pour but d'expliquer le symbolisme des 32 premiers degrés du Rite écossais ancien et accepté. Cet ouvrage fut traditionnellement offert aux francs-maçons américains à l'occasion de leur réception au 14e degré du Rite écossais ancien et accepté jusqu'en 1974.

## Controverses
Albert Pike a fait l'objet de nombreuses critiques et controverses, notamment dans le cadre de théories du complot.

### Assertions de son rôle supposé dans le Ku Klux Klan
Différents auteurs, dont l'historien Walter Lynwood Fleming, ont écrit qu'Albert Pike aurait occupé la position de chef de la Justice au Ku Klux Klan (KKK), ou même qu'il aurait été l'un des pères fondateurs de cette société secrète,. Une étude de l'historien Arturo de Hoyos, archiviste du Suprême Conseil de la Juridiction Sud, publie la réfutation de ces affirmations en exposant des faits constatables. Formalisant le fait que c'est l'auteur Susan Davis qui dans son ouvrage sur l’organisation en 1924, affirme pour la première fois que Pike aurait fait partie du Klan sans en apporter la moindre preuve documentaire, aucun document connu de l'organisation raciale ne faisant état de son appartenance. Albert Pike n'est aucunement cité dans le rapport de la chambre des représentants publié en 1872 à Washington sur les activités du Klan. Aucun écrit rédigé par Pike et conservé dans les archives de la House of the Temple n’évoque le Klan. Il est attesté qu'il donne les rituels du Rite écossais ancien et accepté à Thornton Jackson, grand commandeur établi par la franc-maçonnerie noire américaine de Prince Hall. Autant d'éléments qui infirment selon lui, sa supposée appartenance à cette organisation.

### Discrédité en tant que franc-maçon
Léo Taxil, dans son œuvre de discrédit, présente Albert Pike comme un chef de la franc-maçonnerie au niveau mondial et pas seulement américain. La charge expose les habituelles accusations de profanation d'hosties, auxquelles s'ajoutent des accusations de satanisme. La littérature de Léo Taxil prétend à des apparitions magiques Lucifer orchestrées par Albert Pike à Charleston (Caroline du Sud). Alors que Léo Taxil est son pseudonyme, il prétend qu'il existerait une lettre à lui-même, la lettre de Pike à Mazzini, William Carr et Léo Taxil dans son pamphlet Le diable au XIXe siècle, un ouvrage du Docteur Bataille, un des pseudonymes de Léo Taxil.

### Critiques deMorals and dogma

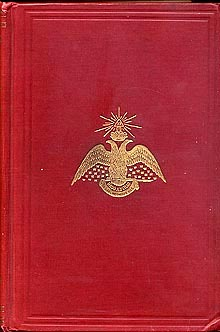
Morals and Dogma (1871).

Dans un chapitre de Morals and Dogma consacré à l'étude du symbolisme du 19e degré de ce rite, la deuxième phrase d'un paragraphe  a fait l'objet de nombreuses controverses. Certains mouvements chrétiens évangéliques y voient la preuve du satanisme qui caractérise, selon eux, les hauts grades de la franc-maçonnerie.
Dans un chapitre consacré au 30e degré, Pike reprend  en partie à son compte en 1871 la thèse développée en 1798 par Augustin Barruel, et sans cesse démentie par des historiens, selon laquelle la franc-maçonnerie française aurait été l'organisatrice secrète de la Révolution française.

### La lettre de Pike à Mazzini, William Carr et Léo Taxil[pasclair]
En 1958, le Canadien William Guy Carr publia un livre nommé Pawns in the Game (Des pions sur l'échiquier) dans lequel il affirme qu'au British Museum de Londres est cataloguée une lettre de Pike à Giuseppe Mazzini, en date du 15 août 1871 et dans laquelle Pike aurait expliqué le but des trois guerres mondiales dans des termes étonnants pour un écrit de 1871. Cet ouvrage reste aujourd'hui encore sujet de controverse puisqu'il est défendu par certains sites conspirationnistes alors qu'il est critiqué par certains sites maçonniques tandis que la British Library dément avoir jamais détenu une telle lettre. Dans « Des pions sur l'échiquier », William G. Carr affirmait que la lettre se trouve cataloguée au British Museum, or ce qui est vraiment catalogué au British Museum c'est la publication de « Le diable au XIXe siècle », du docteur Bataille, qui contient la prétendue lettre.
Terry Melanson a montré que la source exacte de la lettre se trouve dans « Le diable au XIXe siècle », du Docteur Bataille, pseudonyme de Gabriel Jogand-Pagès dit Léo Taxil.
En page 22 de « Satan : Prince de ce monde », Carr renvoie au Cardinal José María Caro Rodríguez du Chili « The Mysteries of Freemasonry Unveiled » p. 115-6. Le Cardinal lui-même renvoie à The Cause of World Unrest, p. 77 (voir plutôt les pages 50 à 52). The Cause of World Unrest est une compilation d'articles parus dans le London Morning Post en juillet 1920. (Selon certains, ils ont peut-être été écrits par Ian Colvin, l'éditeur H. A. Gwynne et Nesta Webster). Tant le Cardinal Rodriguez que l'auteur de The Cause of World Unrest identifient « Le diable au XIXe siècle » comme étant la source de la lettre.
Terry Melanson a montré que cette lettre de Pike à Mazzini ne présente pas la moindre référence à « trois guerres  mondiales », ni même le mot « illuminati », « communiste », « sioniste », « fasciste », « nazisme » ou « islam ». William Carr attribue à la lettre de Pike à Mazzini le passage suivant :
« The Second World War must be fomented by taking advantage of the differences between the Fascists and the political Zionists. This war must be brought about so that Nazism is destroyed and that the political Zionism be strong enough to institute a sovereign state of Israel in Palestine. During the Second World War, International Communism must become strong enough in order to balance Christendom, which would be then restrained and held in check until the time when we would need it for the final social cataclysm. »
« La Deuxième Guerre mondiale devra être fomentée en tirant parti des différences entre les fascistes et les sionistes (en politique). Cette guerre devra être conduite de telle sorte que le nazisme soit détruit et que le sionisme politique devienne suffisamment puissant pour créer un État souverain d'Israël en Palestine. Durant la Seconde Guerre mondiale, le communisme international devra devenir assez puissant pour contrebalancer le christianisme, qui sera alors maîtrisé et tenu en échec aussi longtemps que nous en aurons besoin avant le cataclysme social final. »
Une telle citation ne se trouve nulle part dans la lettre de Pike publiée dans "Le diable au XIXe siècle". De plus, l'emploi des termes « Fascists » et « Nazism », qui n'existaient pas en 1871 (le congrès de Bâle n'aura lieu qu'en 1897 tandis que le parti politique NSDAP originel de l'appellation « nazi » sera lui créé en 1920)  démontre selon les historiens qu'il s'agit d'un faux avec un recul suffisant[réf. souhaitée]. Cependant, les tenants de la théorie du complot maintiennent que Pike devait les connaître, puisque ces mouvements, selon eux, auraient été inventés par les illuminati.
Le seul extrait de la lettre de Pike (telle qu'on la retrouve dans « Le diable au XIXe siècle ») à être cité par Carr, le Cardinal Rodriguez et l'auteur de The Cause of World Unrest est celui-ci :
« […] nous déchaînerons les révolutionnaires nihilistes et athées, et nous provoquerons un formidable cataclysme social, qui montrera bien aux nations, et dans toute son horreur, l'effet de l'incroyance absolue, mère de la sauvagerie et du plus sanglant désordre. Alors, partout, les citoyens, obligés de se défendre contre la minorité folle des révoltés, extermineront ces destructeurs de la civilisation; et les innombrables désabusés de l'adonaïsme, dont l’âme déiste sera jusqu’à ce moment restée sans boussole, ayant soif d'idéal, mais ne sachant à quel dieu décerner leurs hommages, recevront la Vraie Lumière, par la manifestation universelle de la pure doctrine luciférienne, rendue enfin publique, manifestation qui surgira du mouvement général de réaction, à la suite de l’écrasement de l’athéisme et de l'adonaïsme [Christianisme], tous deux vers le même temps vaincus et exterminés. »

## Destruction de sa statue à Washington en 2020
Sa statue à Washington (DC) a été abattue par quelques dizaines de manifestants dans la nuit du 19 au 20 juin 2020.
Du fait qu'il était officier confédéré, les déboulonneurs de statue accusent Albert Pike d'être nécessairement un raciste. Ils accusent aussi les gouvernements successifs de n'avoir pas fait l'inventaire des symboles confédérés dans l'espace public, qui cautionneraient, selon eux, le racisme et l'esclavagisme. 
Depuis les années 2000, de nombreuses demandes de déposer les drapeaux et les symboles confédérés surgissent dans tous les États-Unis.
Le 4 août 2025, le National Park Service annonce que la statue sera réinstallée en octobre 2025 après restauration.